# Самардак, Григорий Викторович
Григорий Викторович Самардак (укр. Григорій Вікторович Самардак; род. 10 августа 1971, Донецк, Украинская ССР, СССР) — украинский политик. Председатель Запорожского областного совета с 15 декабря 2015 по 15 декабря 2020 года.

## Образование
В 1988—1993 годах — учился в Донецком коммерческом институте, получил образование по специальности «Экономика и управление в торговле и общественном питании», получил квалификацию «экономист-организатор».

## Карьера
В 1993—1995 годах — государственный налоговый инспектор отдела валютного контроля Государственной налоговой инспекции по Донецкой области.
В 1995—1996 годах — государственный налоговый инспектор, старший государственный инспектор валютной инспекции Государственной налоговой инспекции по Запорожской области.
В 1996—1997 годах — старший государственный налоговый инспектор, главный государственный налоговый инспектор отдела по контролю за валютными операциями управления валютного контроля Государственной налоговой администрации в Запорожской области.
С сентября по декабрь 1997 года — главный государственный налоговый инспектор отдела по контролю за налогообложением доходов резидентов и нерезидентов внешнеэкономической деятельности управления валютного контроля Государственной налоговой администрации в Запорожской области.
С декабря 1997 по май 1998 года — финансовый директор Общества с ограниченной ответственностью "Совместное украинско-китайское предприятие «Тимаг»,
Запорожье.
В 1998—2001 годах — начальник кредитного управления, начальник отдела активно-пассивных операций, начальник управления финансового менеджмента Акционерного коммерческого банка «Индустриалбанк», Запорожье.
В 2001—2002 годах — заместитель начальника главного управления — начальник управления по вопросам топливно-энергетического комплекса главного управления промышленности, энергетики, транспорта и связи Запорожской областной государственной администрации.
В 2002—2003 годах — заместитель председателя Запорожской областной государственной администрации.
В 2003—2005 годах — первый заместитель председателя Запорожской областной государственной администрации.
С февраля 2005 по февраль 2006 года — временно не работал.
В 2005—2009 годах — заместитель председателя правления — директор департамента корпоративных и инвестиционных операций, первый заместитель председателя правления Акционерного коммерческого банка «Индустриалбанк», Запорожье.
С 2009 по апрель 2014 года — первый заместитель председателя правления ОАО "Акционерный коммерческий банк «Индустриалбанк», Запорожье.
С 23 апреля 2014 по 6 апреля 2015 года — первый заместитель председателя Запорожской областной государственной администрации.
6 апреля 2015 года назначен председателем Запорожской областной государственной администрации.
15 декабря 2015 года избран председателем Запорожского областного совета.
18 декабря 2015 года освобождён от должности председателя Запорожской областной государственной администрации.

## Семья
Женат, имеет двух дочерей.